# Air Périgord
Air Périgord, (code IATA : AP) était une compagnie aérienne régionale française de 3ème niveau basée sur l'aéroport de Périgueux. 

## Histoire
La compagnie aérienne était créée à Périgueux en 1967.
Elle obtenait son certificat de transporteur aérien le 25 septembre 1968 puis en août 1970 pour effectuer du transport à la demande de fret et passagers (06 passagers maximun) sur la France et l'Europe et des lignes régulières, renouvelé le 09 août 1972.
Cette compagnie commençait a exploiter des liaisons déshéritées au point de vue des transports terrestres dès le 1 mai 1970 à savoir Bergerac - Poitiers - Paris en Beechcraft Queen Air avec principalement une clientèle d'hommes d'affaires d'un rayon de 50 kilomètres autour de Bergerac.
Air Toulouse entrait dans le capital d'Air Périgord en détenant une importante participation.
Elle intégrait également l'Association des transporteurs aériens régionaux (A.T.A.R.) composée de 13 compagnies dites de troisième niveau (Air Alpes, Air Centre, Air Champagne Ardenne, Air Limousin, Air Périgord, Air Vosges, Avia France (connu également sous "Taxi Avia France"), Europe Aero Service, Rousseau aviation, Sud Air Transport et TAT), créée par Michel Ziegler',,.
Air Toulouse, Air Poitou-Charentes et Air Périgord s'appuyaient sur la compagnie TAT pour être complémentaire au lieu de se regrouper.
La compagnie transportait 1 070 passagers en 1970 et 1 734 passagers en 1971.
L'activité d'Air Périgord s'arrêtait en 1973.
La compagnie Périgord Air Service basée à Bergerac reprenait la ligne Bergerac-Périgueux-Paris à la fin des années 70.

## Le réseau
- Au 01 mai 1970 :
- Bergerac - Paris Le Bourget via Poitiers (via Poitiers à compter du 01 juin 1970)

(départ Bergerac 07h00, arrivée Poitiers 07h50, départ Poitiers 08h00, arrivée Paris 09h00, départ Paris 20h30, arrivée Poitiers 21h30, départ Poitiers 21h40, arrivée Bergerac 22h30). 
- En 1972 :
- Bergerac - Périgueux- Paris via Poitiers

## Flotte
- Beechcraft Queen Air (09 passagers) immatriculé F-BRNP.
- Piper Aztec (5 passagers)
- Cessna 172 (3 passagers)